# Meerdonk
Meerdonk est une section de la commune belge de Saint-Gilles-Waes située en Région flamande dans la province de Flandre-Orientale. C'était une commune à part entière depuis la scission de Vrasene en 1845 jusqu'à la fusion des communes de 1977.

## Démographie

### Évolution démographique
- Sources : INS, Rem. : 1831 jusqu'en 1970 = recensements, 1976 = nombre d'habitants au 31 décembre[2].

## Membres du Conseil d'Administration
Famille van Goethem, Baillis de Meerdonck au XVIIIe siècle, dont 
- - Josse van Goethem[3]
  - Jean-Baptiste van Goethem[3]